# Фелинский, Зигмунт Щенсный
Зи́гмунт Ще́нсный (Сигизмунд Феликс) Фели́нский (пол. Zygmunt Szczęsny Feliński; 20 октября (1 ноября) 1822, село Воютин ныне Луцкого района Волынской области — 17 сентября 1895, Краков) — архиепископ Варшавы в 1862—1864 годах, святой Римско-католической церкви.

## Ранние годы
Родился Зигмунт в 1822 году на Волыни в дворянской семье. Родители — Герард Фелинский и Ева Вендорфф. Седьмой из 11 детей, из которых большинство умерли в раннем возрасте. Имя Зигмунт — родовое, а Щенсный (перевод на польский латинского имени Феликс — счастливый) — в честь святого. Дома мальчика звали только вторым именем — Филя или Щенсный, так он называл себя и сам; Зигмунтом же стал подписываться только сделавшись архиепископом. Когда ему было 11 лет, скончался отец. Учился в гимназиях в Луцке и Кременце. В 1838 году мать была отправлена в ссылку за участие в польском освободительном движении, а имущество её конфисковано, но благодаря знакомым мальчику удалось продолжить учёбу. В 1843 году, в связи с рождением сына у наследника престола, Ева Фелинская получила полную свободу; до этого ей было разрешено переехать в Саратов, куда Феликс приезжал на каникулы.
У него были хорошие математические способности, однако поступить в Корпус инженеров путей сообщения в Петербурге и на математический факультет в Киеве ему не удалось по причине его национальности. К тому же у него не было аттестата о полном гимназическом образовании. Ему удалось лишь записаться вольнослушателем на математический факультет Московского Университета, который через 4 года (1844) окончил с отличием. В это время благодетель Фелинского, Бжозовский, предложил Щенсному стать воспитателем его сына, что позволило бы Фелинскому позже продолжить собственное образование. Два года он прожил у своего благодетеля. В эти годы начало формироваться его мировоззрение:

Наука формирует только мысль, а самое большое внимание надо уделять формированию характера… Нам необходимо своим усилием совершать постоянное, пусть даже медленное, движение в сторону добра, и больше всего остерегаться шагов в противоположном направлении… Самые лучшие принципы не принесут человеку никакой пользы, если он не умеет владеть собой, поскольку он не сможет воплотить их в жизнь, и будет говорить и думать одно, а делать совсем другое… Однако недостаточно уметь владеть собой, — надо, чтобы воля, которая нами руководит, была освящена, иначе она сама введёт нас в заблуждение. Есть только один истинный и непогрешимый свет — Откровение Божие, будем же вникать в него, чтобы воплотить его в себе и проникнуться его духом
— 
В 1847 году отправился в Париж, где изучал французскую литературу в Сорбонне и в Коллеж де Франс. Снискал здесь себе уважение соотечественников, был знаком со многими деятелями польской эмиграции, например, с Адамом Мицкевичем. Был другом националистического поэта Юлиуша Словацкого.

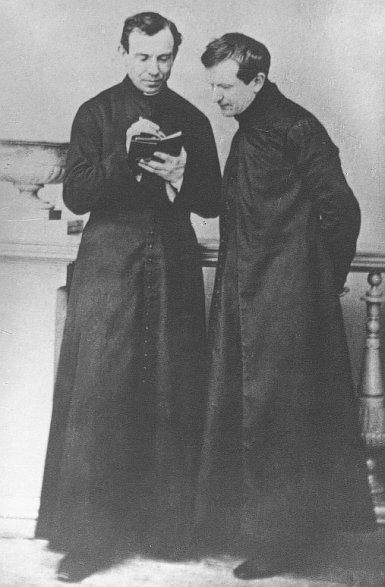
З. Щ. Фелинский и К. Любенский. 1862 год.

В 1848 году принял участие в революционном движении в Познани и был тяжело ранен в битве под Милославом. Через год вернулся в Париж, где на его руках от туберкулёза умер Словацкий. В 1848—1850 годах был наставником детей своего покровителя Бжозовского в Мюнхене и Париже.
В это время Фелинский решил посвятить себя духовному званию. В 1851 году вернулся в Россию, начал учиться в Житомирской епархиальной семинарии, затем, с конца 1852 года — в Императорской Римско-католической духовной академии в Санкт-Петербурге. 8 сентября 1855 года рукоположён архиепископом Игнатием Головинским в священники. Был викарием в храме Святой Екатерины Александрийской на Невском проспекте, преподавал в мужской и женской школах при нём, затем с 1857 года служил профессором философии и духовным отцом в Духовной академии. Благодаря ему в 1856 году был основан в Петербурге приют для старцев и сирот, за которыми ухаживала созданная им же францисканская конгрегация Сестёр Семьи Марии, которую он поддерживал и в дальнейшем.

## В Варшаве

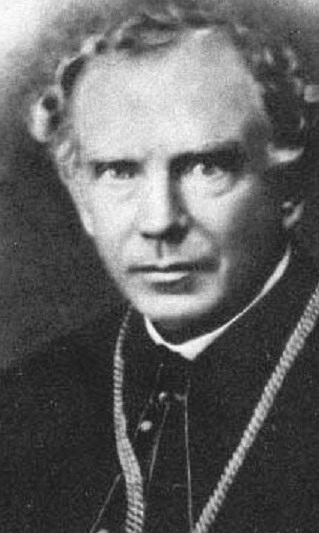
Фотография между 1860—1895 годом.

6 января 1862 года папа римский Пий IX назначил Зигмунта Фелинского архиепископом Варшавским, он был выдвинут на этот пост российским правительством; епископский сан получил 26 января 1862 года в Санкт-Петербурге от архиепископа Вацлава Жилинского. Занимался реформированием программ обучения в Духовной академии в Варшаве и в епархиальной семинарии.
Зигмунт Фелинский стремился ослабить государственное вмешательство во внутренние дела церкви, отказался назначить на высшие посты в архиепископстве лояльных священников, пытался общаться с Ватиканом без посредничества Империи. Однако к возможностям вооружённого восстания он относился скептически, рассуждая, что оно принесёт только бедствия. Положение Фелинского, считавшего своим долгом отстаивать права церкви, но и видевшего разумным не идти на конфликт с властями, было очень затруднительно: с одной стороны, недоверие части паствы, обвинявшей его в сотрудничестве с правительством (даже ходили слухи о готовящемся покушении), с другой — невозможность удовлетворить требованиям светских властей.
Противоречие усилилось во время национально-освободительного восстания 1863 года. Фелинский прилагал усилия для освобождения заключённых священников, поддержал запрещённые в связи с осадным положением праздничные религиозные процессии. Вышел из Государственного совета Царства Польского и 15 марта 1863 года обратился с письмом к императору Александру II, призывая его положить конец насилию при подавлении восстания и дать полякам большую политическую автономию. Послание было осуждено революционерами и негативно встречено императором.

## Последующие годы

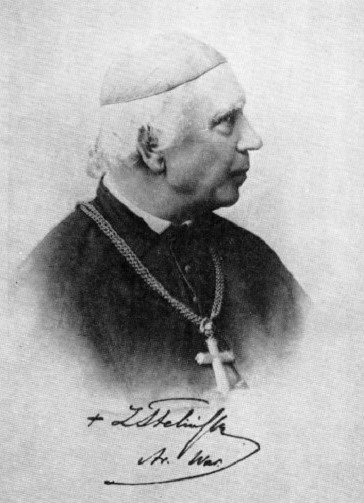
Фотография между 1860—1895 годом.

Всё это привело к тому, что после 16-месячного пребывания в Варшаве (9 февраля 1862 — 14 июня 1863) Фелинский должен был выехать в Гатчину, а оттуда, через 3 недели — в Ярославль, где прожил около 20 лет, не имея права покидать город. Александр II отстранил его от юридических обязанностей в Варшавской епархии, запретив ему контактировать с Польшей под угрозой ссылки в Соловецкий монастырь — писать письма Фелинскому разрешалось только с разрешения полиции. Однако, Пий IX в своей энциклике «Ubi urbaniano» призвал верных варшавской епархии и дальше считать Зигмунта Фелинского своим пастырем. В 1871 году Фелинский отказался отречься от должности взамен на право выезда за границу и пенсию в 6 тысяч рублей, сославшись, что может сделать это только по указанию Папы.
Зигмунт Фелинский в Ярославле занимался помощью сосланным полякам, вёл богослужения в основанном им приходе Воздвижения. Первые годы он испытывал финансовые трудности, часто менял жильё. Только в 1872 году купил свой двухэтажный дом на улице Зарядье (ныне Пушкина), первый его этаж отвёл под часовню. Считается основателем ярославского католического прихода. Но и местная религиозная деятельность ограничивалась: ходить на мессу разрешалось только благонадёжным гражданским лицам. Написал во время ссылки несколько трудов.
Ватикан принял условия российских властей только в 1883 году. Фелинский выехал за границу, оставив сан архиепископа Варшавского и был назначен папой Львом XIII титулярным епископом Тарсусским. В этом же году он съездил в Рим. Затем поселился в деревне Дзвинячка в Галиции (тогда Австро-Венгрия, ныне Тернопольская область) у графини Козебродской. Создал школу и детский сад, построил церковь и открыл женский монастырь сестёр Семьи Марии. Получал от российского правительства значительную пенсию в 5 тысяч рублей, но почти всё раздавал бедным; когда он умер, при нём не оказалось даже средств для погребения.
Зигмунт Фелинский скончался в Кракове 17 сентября 1895 года, возвращаясь с лечения в Карловых Варах, и был похоронен там 20 сентября, но 10 октября перезахоронен в Дзвинячке. В 1920 году его останки перенесли в варшавский кафедральный собор, где 14 апреля 1921 года захоронили в одной из крипт, где они и находятся по сей день.

## Почитание

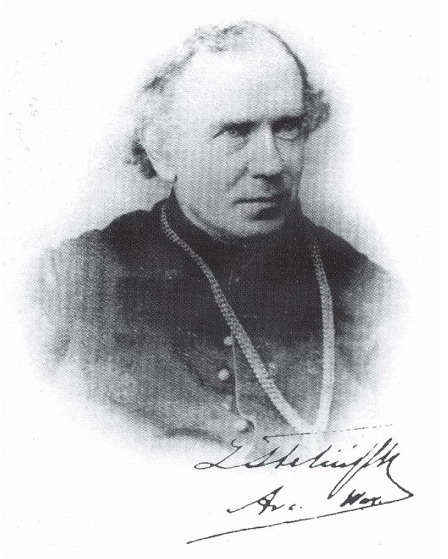
Фотография между 1860—1895 годом.

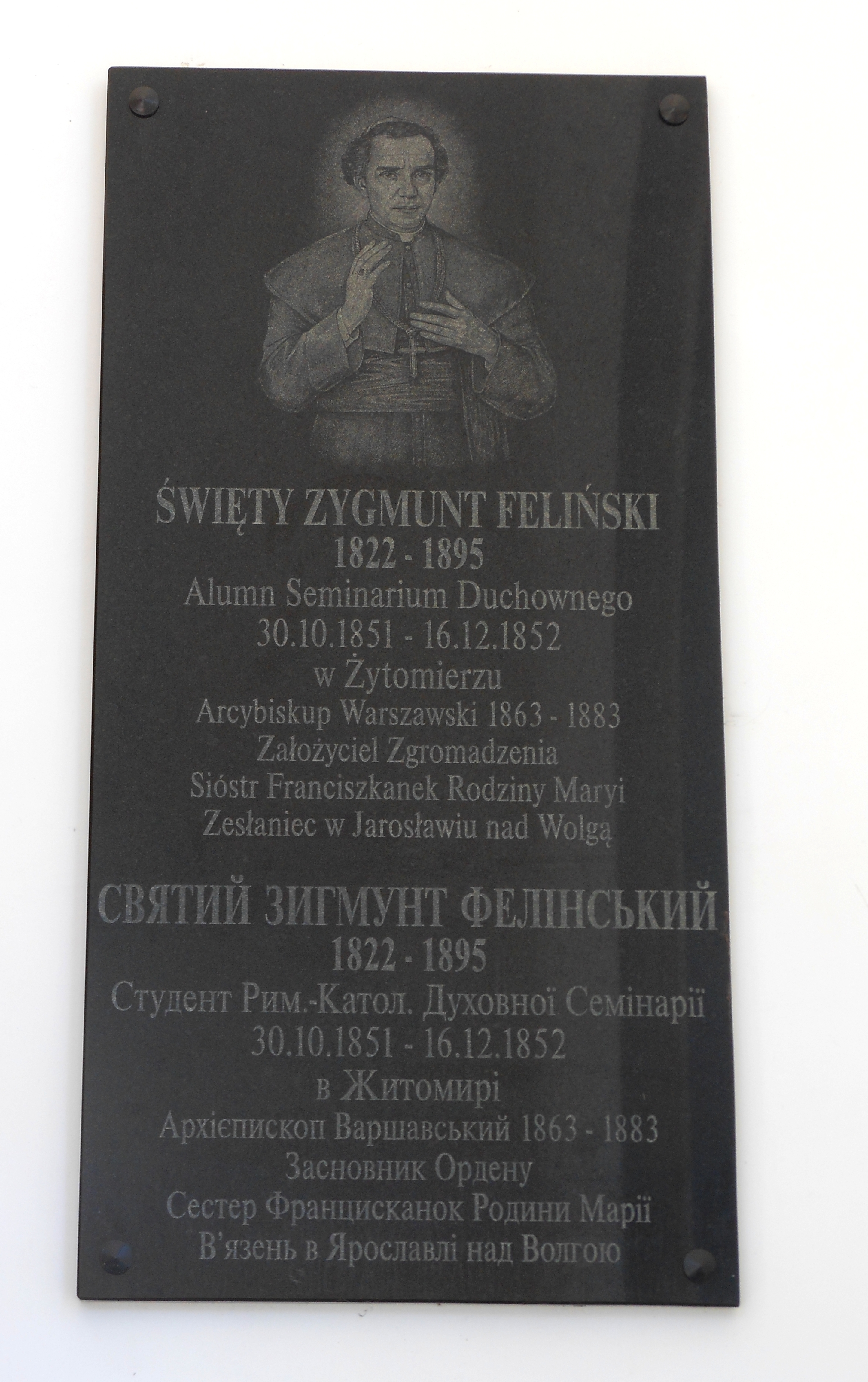
Памятная доска католическому святому Зигмунту Щесному Фелинскому в Бернардинском монастыре в Житомире

Процесс беатификации Зигмунта Щенсного Фелинского начался 31 мая 1965 года. 18 августа 2002 года папа Иоанн Павел II причислил его к лику блаженных. 11 октября 2009 года папа Бенедикт XVI причислил его к лику святых.
Литургическая память совершается 17 сентября.

## Труды
- Konferencje duchowne (Львов, 1885)
- Wiedza chrzescianska i bezbozna, wobec zadan spolecznych (Львов, 1889)
- Wiara i niewiara w stosunku do szczescia spolecznego (Краков, 1890)
- Pamietniki ks. Zyg. Szczesn. Felinskiego, arcybisk. warsz. (Краков, 1897)